# 132 (liczba)
132 (sto trzydzieści dwa) – liczba naturalna następująca po 131 i poprzedzająca 133.

## W matematyce
- 132 jest szóstą liczbą Catalana[1]
- 132 jest liczbą Harshada[2]
- 132 jest najmniejszą liczbą będącą sumą wszystkich możliwych kombinacji cyfr, które ją tworzą (12 + 13 + 21 + 23 + 31 + 32 = 132)
- 132 jest sumą kolejnych sześciu liczb pierwszych (13 + 17 + 19 + 23 + 29 + 31 = 132)
- 132 jest palindromem liczbowym, czyli może być czytana w obu kierunkach, w pozycyjnym systemie liczbowym o bazie 32 (44)
- 132 należy do czternastu trójek pitagorejskich (55, 132, 143), (85, 132, 157), (99, 132, 165), (132, 176, 220), (132, 224, 260), (132, 351, 375), (132, 385, 407), (132, 475, 493), (132, 720, 732), (132, 1085, 1093), (132, 1449, 1455), (132, 2176, 2180), (132, 4355, 4357).

## W nauce
- liczba atomowa untribium (niezsyntetyzowany pierwiastek chemiczny)
- galaktyka NGC 132
- planetoida (132) Aethra
- kometa krótkookresowa 132P/Helin-Roman-Alu

## W kalendarzu
132. dniem w roku jest 12 maja (w latach przestępnych jest to 11 maja). Zobacz też co wydarzyło się w roku 132, oraz w roku 132 p.n.e.